# Jing Ju
En aquest nom xinès, el cognom és Jing.
Jing Ju (xinès tradicional: 景駒, xinès simplificat: 景駒; mort el 208 aEC) va ser un dels líders durant l'Atabalat Aixecament dels Llogarets en contra de la Dinastia Qin.
En escoltar la notícia que Chen Sheng havia estat derrotat per les forces de Qin i els dubtes sobre la seva mort, el seu subordinat Qin Jia el va persuadir per reclamar el títol de Rei de Chu. Poc després, el noble Chu Xiang Liang va argumentar que Jing Ju havia traït al Rei Chen reclamant el seu títol i va manar a Ying Bu per derrotar a Qin Jia, el que va resultar en els ajusticiaments tant de Qin Jia com de Jing Ju.